# Paul Ryder
Paul Anthony Ryder (24. dubna 1964 Salford – 15. července 2022) byl anglický rockový baskytarista.
Spolu se svým starším bratrem Shaunem založil v osmdesátých letech skupinu Happy Mondays. S tou nahrál čtyři řadová alb – Squirrel and G-Man Twenty Four Hour Party People Plastic Face Carnt Smile (White Out) (1987), Bummed (1988), Pills 'n' Thrills and Bellyaches (1990) a Yes Please! (1992). Když byla kapela v letech 2004 až 2010 obnovena, Paul Ryder s ní nehrál, od roku 2012 je opět členem. V době, kdy s kapelou nehrál, pracoval na projektu Big Arm, se kterým vydal desku Radiator (2007). V této skupině kromě hry na baskytaru také zpíval.
Roku 2000 se podílel na třípísňovém extended play Hunk of Burning Love projektu Buffalo 66 (dalším členem byl bubeník Happy Mondays Gary Whelan). Roku 2007 hrál na albu The World Is Yours zpěváka Iana Browna. V roce 2002 si zahrál ve filmu Nonstop párty, který pojednává o manchesterské hudební scéně, jíž byla součástí i kapela Happy Mondays (on sám ve filmu ztvárnil postavu drogového dealera, postavu Paula Rydera hrál Paul Popplewell). Hrál na baskytaru Fender Jazz Bass. Žil v Kalifornii.